# R Cassiopeiae
R de Cassiopée
Désignations
R Cassiopeiae est une étoile variable de la constellation de Cassiopée.
R Cassiopeiae est une étoile géante rouge de type spectral M6 à M10. C'est une étoile variable de type Mira et sa luminosité varie entre les magnitudes 4,7 et 13.5 sur une période de 430,5 jours. Elle est distante d'environ ∼ 570 a.l. (∼ 175 pc) de la Terre et elle se rapproche du système solaire avec une vitesse radiale de −23 km/s.